# Bedford-Stuyvesant

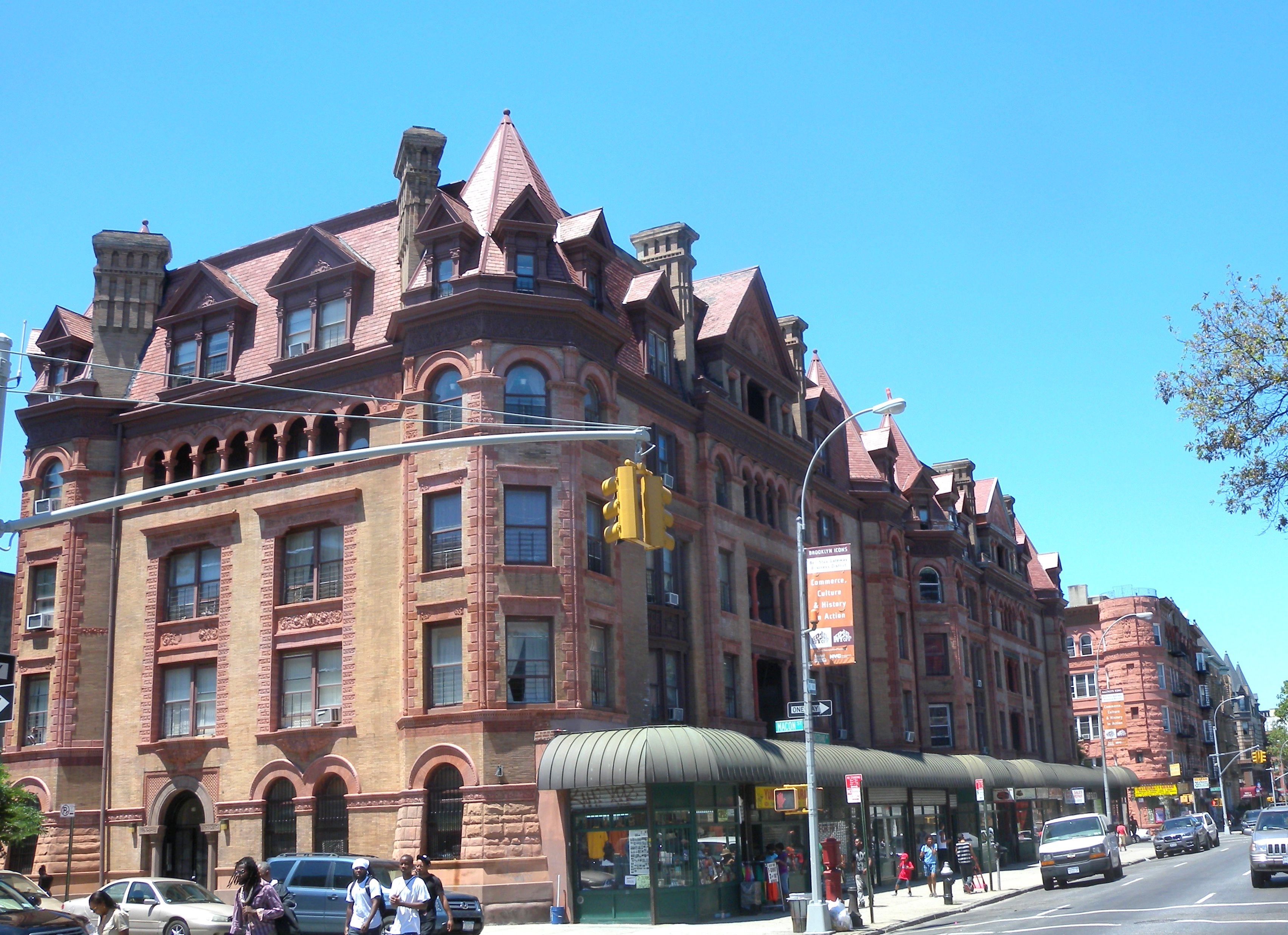
Appartementencomplex Alhambra aan Nostrand Avenue, Bedford-Stuyvesant

Bedford-Stuyvesant is een wijk in het centrum van het New Yorkse stadsdeel Brooklyn. De wijk behoort tot de Brooklyn Community Boards 3, 8 en 16.
De omliggende wijken van Bedford-Stuyvesant zijn Bushwick, Williamsburg, Clinton Hill, East New York, Crown Heights en Brownville. De naam Bedford-Stuyvesant is afkomstig van de beide buurten Bedford en Stuyvesant Heights. De laatste is vernoemd naar de laatste gouverneur van Nieuw-Nederland, Peter Stuyvesant.
Al tientallen jaren is Bedford-Stuyvesant een cultureel centrum voor de zwarte bevolking uit Brooklyn geweest. Na de bouw van Fulton Street Elevated, de metrolijn tussen Harlem en Bedford in 1936 verlieten de zwarten het overvolle Harlem en gingen naar Bedford-Stuyvesant omdat er daar meer woningen beschikbaar waren. Vanuit Bed-Stuy vestigde de zwarte bevolking zich ook in omringende wijken in Brooklyn, zoals East New York, Crown Heights, Brownville en Fort Greene.
De belangrijkste verkeersader van Bedford-Stuyvesant is Nostrand Avenue, maar de belangrijke winkelstraat is Fulton Street, die ligt boven het voornaamste metrolijntraject van het gebied (bediend door de A- en C-treinen). Fulton Street loopt van oost naar west over de gehele lengte van de wijk en kruist drukke straten zoals Bedford Avenue, Nostrand Avenue en Stuyvesant Avenue. De wijk Bedford-Stuyvesant is samengesteld uit vier buurten: Bedford, Stuyvesant Heights, Ocean Hill en Weeksville.

## Geschiedenis
Bedford was het eerste dorp in Kings County dat voorafgaand aan de Amerikaanse Onafhankelijkheidsoorlog ten oosten van het toenmalige dorp Brooklyn werd gesticht. Het lag aan de weg van de veerpont naar Jamaica en het oostelijk deel van Long Island, tegenwoordig de Fulton Street. Bij de bouw van de Brooklyn and Jamaica-spoorlijn in 1836 kreeg Bedford-Stuyvesant een eigen treinstation nabij de kruising van Atlantic Avenue met Franklin Avenue. De lijn werd geëxploiteerd door de treinmaatschappij Long Island Rail Road (LIRR).

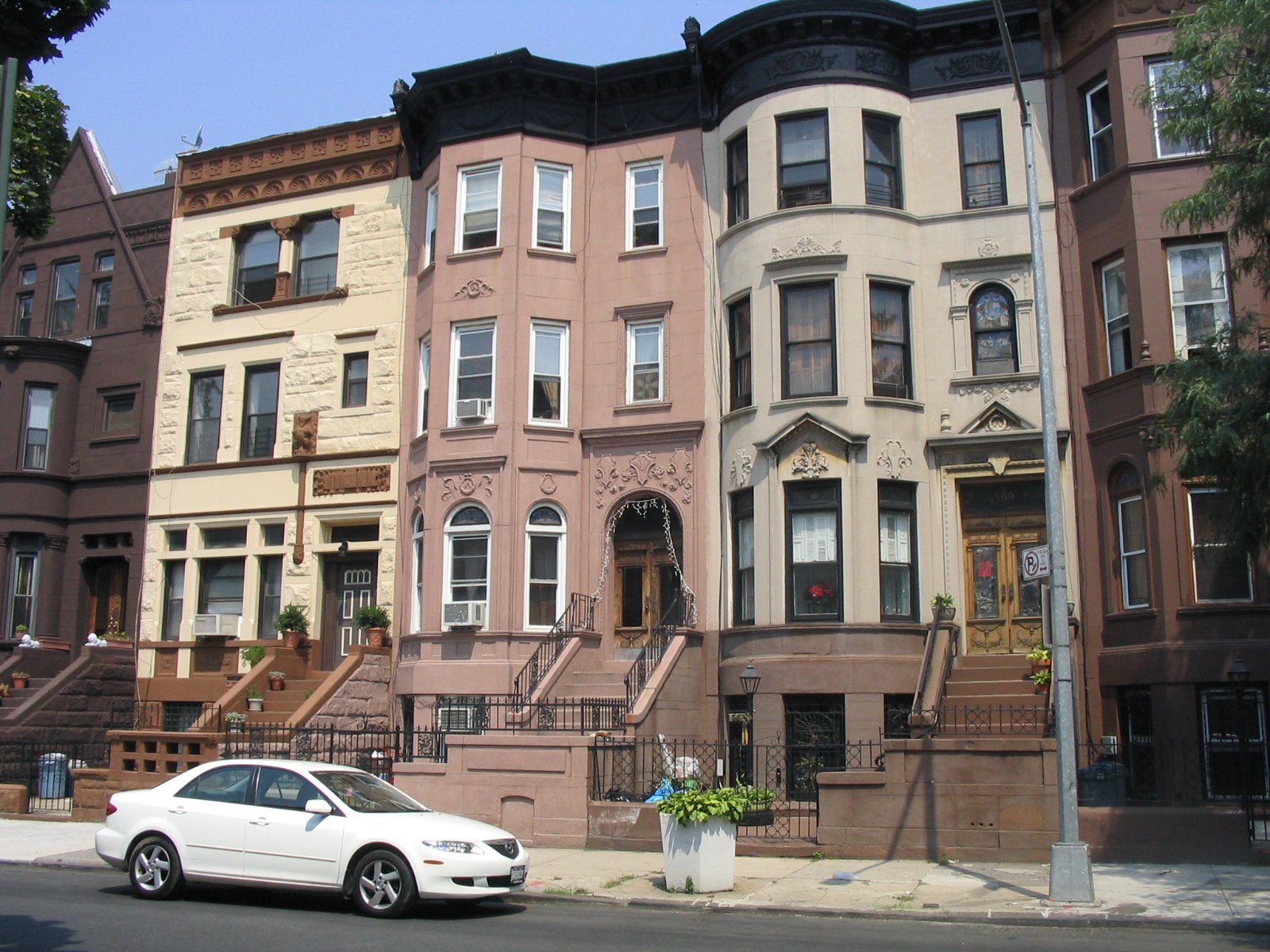
Zandstenen huizen in Bedford-Stuyvesant

In de laatste decennia van de 19e eeuw zorgde de komst van elektrische trams ervoor dat Bedford-Stuyvesant een aantrekkelijke woonplaats werd voor mensen die werkzaam waren in Manhattan of Brooklyn. Vooral arbeiders en leden van de middenklasse vestigden zich in de wijk. Veel van de bestaande houten huizen werden vervangen door zandstenen rijhuizen. Deze huizen zijn, nu Bedford-Stuyvesant weer een populaire woonplaats is geworden, erg in trek. De wijk wordt beschouwd als het mekka van de zwarte cultuur in Brooklyn, zoals Harlem dat is voor Manhattan.
Tijdens en na de Tweede Wereldoorlog vestigden zich veel Afro-Amerikanen in de wijk omdat in het zuiden van de Verenigde Staten er veel banen verdwenen in de landbouw. Zij trokken naar de grote steden in het noorden van Amerika waar zij hoopten meer kans op werk te hebben. Veel migranten gaven aan het wonen in Bedford-Stuyvesant de voorkeur boven Harlem, het brandpunt van de zwarte cultuur waar ook veel woonruimte beschikbaar was.

## Trivia
- Rapper Jay-Z rapt over Bedford-Stuyvesant in zijn lied "Empire State of Mind", hij rapt "Me, I'm out that Bed-Stuy, home of that boy Biggie".

- Billy Joel refereert aan de wijk in zijn liedje "You May Be Right" als "Bedford Stuy" in een opsomming over gevaarlijke dingen die hij gedaan heeft: "I've been stranded in the combat zone, I walked throught Bedford Stuy alone, even rode my motorcycle in the rain"

## Geboren
Een bekende R&B-zanggroep uit Bedford-Stuyvesant was The Velours, in Engeland bekend onder The Fantastics. Andere bekende personen die hier zijn geboren, zijn:
- Mike Tyson (1966), bokser
- Jay-Z (1969), rapper en ondernemer
- Lil' Kim (1974), rapper, songwriter en actrice
- Papoose (1978), rapper en songwriter
- Joey Badass (1995), rapper
- The Notorious B.I.G. (1972), rapper

Bedford-Stuyvesant · Coney Island · Flatbush · Gravesend · Greenpoint · Red Hook · Sunset Park · Williamsburg